# Lomaptera adelpha
Lomaptera adelpha är en skalbaggsart som beskrevs av Thomson 1857. Lomaptera adelpha ingår i släktet Lomaptera och familjen Cetoniidae. Inga underarter finns listade i Catalogue of Life.